# جيسيكا أغيليرا
جيسيكا أغيليرا (بالإسبانية: Jessica Aguilera)‏ هي عداءة سريعة نيكاراغوية، ولدت في 26 يونيو 1985 في سوموتو، نيكاراغوا ‏ في نيكاراغوا.

## وصلات خارجية
- جيسيكا أغيليرا على موقع الاتحاد الدولي لألعاب القوى (الإنجليزية)
- جيسيكا أغيليرا على موقع أوليمبيديا (الإنجليزية)